# Daltonia dusenii
Daltonia dusenii är en bladmossart som beskrevs av C. Müller och Brotherus 1897. Daltonia dusenii ingår i släktet Daltonia och familjen Daltoniaceae. Inga underarter finns listade i Catalogue of Life.